# Премія Леоні Соннінг
Премія Леоні Соннінг (дан. Léonie Sonnings musikpris) — міжнародна премія в академічній музиці, яку присуджують у Данії. Вперше присуджена 1959 року як разова акція, а з 1965 року її присуджують щорічно. Премію заснувала Леоні Соннінг (1894–1970), вдова письменника Карла Йохана Соннінга. Розмір премії — 300 000 данських крон. Церемонія нагородження включає концерт за участю лауреата, ЩО відбувається, як правило, в Копенгагені.
Окрім основної премії, Фонд Леоні Соннінг присуджує також гранти молодим музикантам, переважно з країн Північної Європи. Стипендіатом 1982 року був, зокрема, Еса-Пекка Салонен.

## Лауреати
- 1959 Ігор Стравінський
- 1965 Леонард Бернстайн
- 1966 Біргіт Нільсон
- 1967 Вітольд Лютославський
- 1968 Бенджамін Бріттен
- 1969 Борис Христов
- 1970 Серджіу Челібідаке
- 1971 Артур Рубінштейн
- 1972 Ієгуді Менухін
- 1973 Дмитро Шостакович
- 1974 Андрес Сеговія
- 1975 Дітріх Фішер-Діскау
- 1976 Могенс Вьольдіке
- 1977 Олів'є Мессіан
- 1978 Жан П'єр Рампаль
- 1979  Дженет Бейкер
- 1980 Марі-Клер Ален
- 1981 Мстислав Ростропович
- 1982 Айзек Стерн
- 1983 Рафаель Кубелик
- 1984 Майлз Девіс
- 1985 П'єр Булез
- 1986 Святослав Ріхтер
- 1987 Гайнц Голліґер
- 1988 Петер Шрайєр
- 1989 Гідон Кремер
- 1990 Дьордь Лігеті
- 1991 Ерік Еріксон
- 1992 Георг Шолті
- 1993 Ніколаус Арнонкур
- 1994 Кристіан Цимерман
- 1995 Юрій Башмет
- 1996 Пер Ньорґор
- 1997 Андраш Шифф
- 1998 Гільдегард Беренс
- 1999 Софія Губайдуліна
- 2000 Міхала Петрі
- 2001 Анне-Софі Муттер
- 2002 Альфред Брендель
- 2003 Дьордь Куртаг
- 2004 Кіт Джаррет
- 2005 Джон Еліот Гардінер
- 2006 Йо-Йо-Ма
- 2007 Ларс Ульрік Мортенсен
- 2008 Арво Пярт
- 2009 Даніель Баренбойм
- 2010 Чечілія Бартолі
- 2011 Кайя Сааріахо
- 2012 Жорді Саваль
- 2013 Саймон Реттл
- 2014 Маптін Фрост[en]
- 2015 Томас Адес
- 2016 Герберт Бломстедт
- 2017 Леонідас Кавакос
- 2018 Маріс Янсонс
- 2019 Ганс Абрагамсен[en]
- 2020 Барбара Ганніґан[en]
- 2021 Унсук Чін[en]
- 2022 П'єр Лоран Емар
- 2023 Евелін Гленні[en]
- 2024 Еммануел Паю[en]
- 2025 Danish String Quartet[en]